# Golden Myanmar Airlines
Golden Myanmar Airlines war eine myanmarische Fluggesellschaft mit Sitz in Rangun und Basis auf dem Rangun International Airport. Sie stellte 2022 nach zehn Jahren den Betrieb ein.

## Flugziele
Golden Myanmar Airlines flog von Rangun und Mandalay aus Ziele innerhalb Myanmars an.

## Flotte

### Aktuelle Flotte
Mit Stand März 2020 bestand die Flotte der Golden Myanmar Airlines aus drei Flugzeugen mit einem Durchschnittsalter von 4,2 Jahren:
| Flugzeugtyp | Luftfahrzeugkennzeichen | Anmerkungen | Sitzplätze |
| ----------- | ----------------------- | ----------- | ---------- |
| ATR 72-600  | XY-AJM                  | geleast     | 72         |
| ATR 72-600  | XY-AJS                  | geleast     | 72         |
| ATR 72-600  | XY-AMR                  | geleast     | 72         |

### Ehemalige Flotte
- Airbus A320-200